# My zastaniemsia
My zastaniemsia (biał. Мы застанемся) – trzeci album studyjny białoruskiego zespołu rockowego Sciana, wydany 20 listopada 2013 roku. Jego zwiastun, minialbum EP_2013, ukazał się w czerwcu 2013 roku i zawierał cztery piosenki. Na płycie My zastaniemsia znalazły się nowe wersje utworów wydanych wcześniej jako single („Kałychanka”, „Na BASach!” i „Make Yourself”), premierowe piosenki oraz remiks hitu „Viasna.by”. Prezentacje albumu odbyły się 16 listopada 2013 roku w klubie „1 maja” w Brześciu oraz pięć dni później w mińskim klubie „Piraty”.

## Lista utworów
| Nr  | Tytuł utworu                         | Oryginalna pisownia tytułu | Długość |
| --- | ------------------------------------ | -------------------------- | ------- |
| 1.  | „Douhaje padarożża mroj”             | «Доўгае падарожжа мрой»    | 3:45    |
| 2.  | „Nowaja chwala”                      | «Новая хваля»              | 3:53    |
| 3.  | „Make Yourself”                      | «Make Yourself»            | 4:38    |
| 4.  | „Aposzniaja pieśnia”                 | «Апошняя песьня»           | 6:06    |
| 5.  | „Biełaruś – Ukraina”                 | «Беларусь — Украіна»       | 2:51    |
| 6.  | „Lichtary”                           | «Ліхтары»                  | 4:16    |
| 7.  | „Na BASach!”                         | «На БАСах!»                | 4:22    |
| 8.  | „Kałychanka”                         | «Калыханка»                | 3:21    |
| 9.  | „Rahamabil”                          | «Рагамабіль»               | 4:48    |
| 10. | „Viasna.by” (remix by SKLF)          | «Viasna.by»                | 6:08    |
| 11. | „Biełaruś – Ukraina” (feat. Rolliks) | «Беларусь — Украіна»       | 2:53    |
|     |                                      |                            | 47:01   |

## Twórcy
- Pawieł Procharau – wokal, gitara
- Andrej Klimus – gitara basowa, teksty
- Alaksiej Kuźniacou – perkusja
- Waler Sakałou – syntezator
- Kasia Lewaniuk – wokal (gościnnie, utwór 4)[5]